# Philips de Blote
Philips Hugensz de Blote (? - 1427) was een vertrouweling van de graaf van Holland. Hij was de bouwheer van het kasteel Keenenburg en eigenaar van Te Blotinghe in Rijswijk. Philips was schout van Delft,  secretaris van de tresorie van graaf Willem VI, en verschillende malen baljuw en dijkgraaf van Delfland en Schieland.
De Blote was een vooraanstaand geslacht uit Rijswijk, dat in de veertiende eeuw het ambt van schout bekleedde en talrijke bezittingen had, waaronder het adellijke huis Te Blotinghe. In 1407 kocht hij van graaf Willem VI diens huis in Delft. In 1408 gaf hij opdracht om een windwatermolen bij Alkmaar te bestuderen. Later bleek de eerste windwatermolen van Delfland bij zijn kasteel Keenenburg in Schipluiden te staan. In 1413 liet hij de molen zodanig verbouwen dat die ook koren kon malen. Hij kreeg het maalrecht, zodat het graan uit de omgeving in zijn molen moest worden gemalen. 
In 1412 kreeg hij de grond van het latere Keenenburg in erfpacht. In 1413 verkocht hij zijn bezittingen in Delft zodat hij in Schipluiden een nieuw kasteel Keenenburg kon bouwen.
Philips de Blote was een Hoek. Hij verdedigde als zodanig een blokhuis in Rotterdam, en was later hoofdman op de vloot. Hij stierf waarschijnlijk voor 10 december 1427, want toen erfde zijn jongere broer Dirc de Blote zijn bezittingen.